# 田奉麗
田奉麗，廣東電視臺“開眼界”“百科園”“事事關心”“環境·人口·健康”等欄目節目主持人，體育新聞播音員，廣東電視臺譯製部配音演員、導演，廣州軍區戰士話劇團演員。熟悉電視節目主持工作，譯製片配音和導演專業工作。2007年獲廣東省“百佳電視節目主持人”稱號及“時代卓越貢獻獎”。主要作品：電視連續劇《洛神》配音導演，美國好萊塢影片《亂世佳人》、《空穀芳草》、德國電視連續劇《奧爾特城堡飯店》、日本動畫片《櫻桃小丸子》、《悠悠球》，美國動畫片《藍精靈》等上千部（集）的角色配音。